# Sarcophaga elegantipes
Sarcophaga elegantipes är en tvåvingeart som beskrevs av Villeneuve 1921. Sarcophaga elegantipes ingår i släktet Sarcophaga och familjen köttflugor. Inga underarter finns listade i Catalogue of Life.